# Københavns Brandvæsens Luftværnsopvisning paa Bellahøj 1941
|  | Denne artikel er oprettet af botten Steenthbot ud fra en ekstern database. Den kan derfor have sproglige fejl eller mangler. Denne skabelon kan fjernes efter kontrol af indholdet. |

Københavns Brandvæsens Luftværnsopvisning paa Bellahøj 1941 er en dansk dokumentarisk optagelse fra 1941.

## Handling
På Bellahøj festplads demonstreres, hvordan et gassporingshold arbejder. Mandskabet er iført en gastæt gummidragt og maske. Gassporeren snuser sig frem til, hvilken gasart, der er tale om. Et hvidt pulver, som skifter farve ved berøring med giftige gasarter, strøs ud. Pulveret viser, at det er sennepsgas. Sennepsgassen trænger igennem tykke støvler og giver dybe sår i huden. 
Slukning af brandbomber. Andre redningsaktioner demonstreres af Falckfolk og ambulancetjenesten.